# Барометрична формула

Залежність атмосферного тиску від висоти над рівнем моря

Барометри́чна фо́рмула (рос. барометрическая формула; англ. barometric height formula; нім. barometrische Formel) — формула, за якою визначають залежність тиску або густини газу від висоти. Ця залежність зумовлена дією поля тяжіння Землі і тепловим рухом молекул газу (повітря). Припускаючи, що газ є ідеальним газом сталої температури, і вважаючи поле тяжіння Землі однорідним, отримують барометричну формулу такого вигляду:
{\displaystyle p=p_{0}\exp \left({-{\frac {mgh}{kT}}}\right)},
де p0 — тиск на нульовому рівні (на рівні вибою в газових свердловинах, біля поверхні Землі або на рівні моря), Па;

p — тиск на висоті h, м над цією поверхнею, Па;

m — маса молекули (для повітря дорівнює масі молекули азоту), кг;

g — прискорення вільного падіння, м/с2;

k — стала Больцмана, Дж/К;

T — абсолютна температура повітря, К.
Записана барометрична формула є наближеною: при виведенні її не враховано залежності g i T від висоти, відхилення газу від ідеального газу тощо. Нею можна користуватися для визначення атмосферного тиску до висоти 11 км (з поправками на зміну температури). За уточненою барометричною формулою градуюють альтиметри, висотоміри. Зміну тиску нерухомого стовпа газу у свердловині розраховують за уточненою барометричною формулою Лапласа-Бабіне:
{\displaystyle p(z)=p_{0}\exp \left({\frac {0,03415{\bar {\rho }}_{\Gamma }z}{z_{\Gamma }T_{c}}}\right)},
де p(z) — тиск газу на глибині z, м, Па;

p0 — тиск газу на гирлі свердловини, Па;

Γ — відносна густина газу (до повітря);

Tс — середня температура газу, К;

zΓ — середній коефіцієнт стисливості газу при середньому тиску і середній температурі газу.
Барометричну формулу з певним обмеженням можна використати для визначення розподілу кількості колоїдних частинок по висоті рідинної або газової дисперсної системи, на які діє поле тяжіння. Барометрична формула є окремим випадком розподілу Больцмана.